# Hydroporus artvinensis
Hydroporus artvinensis är en skalbaggsart som beskrevs av Hans Fery och Erman 2009. Hydroporus artvinensis ingår i släktet Hydroporus och familjen dykare. Inga underarter finns listade i Catalogue of Life.